# Ставищенська волость (Радомисльський повіт)
Ставищенська волость — історична адміністративно-територіальна одиниця Радомисльського повіту Київської губернії з центром у селі Ставище.
Станом на 1886 рік складалася з 18 поселень, 19 сільських громад. Населення — 11622 особи (5791 чоловічої статі та 5831 — жіночої), 1125 дворових господарств.
Наприкінці ХІХ ст. волость було ліквідовано, поселення відійшли до складу Брусилівської (Борівка, Високе, Містечко, Небелиця, Ніжиловичі, Раковичі, Рожів, Ситняки, Ставище), Кичкирівської (Забілоччя, Кочерів) та Вишевицької (Комарівка, Раївка) волостей.
У 1910-х волость відновлено виділенням з частини Брусилівської (села Борівка, Високе, Небелиця, Ніжиловичі, Раковичі, Рожів, Ситняки) та Вишевицької (Комарівка, Раївка) волостей.
|                     | Площа, десятин | У тому числі орної, дес. |
| ------------------- | -------------- | ------------------------ |
| Сільських громад    | 13381          | 8286                     |
| Приватної власності | 29899          | 4034                     |
| Казенної власності  | 7683           | 23                       |
| Загалом             | 51493          | 12590                    |

Поселення волості:
- Ставище — колишнє власницьке село при струмку, за 25 верст від повітового міста, 644 особи, 70 дворів, волосне правління, православна церква, 2 постоялих двори, 2 постоялих будинки, лавка. За 2 версти — етапний дім. За 2 версти - поштова станція. За 7 верст — винокурний завод з 2 водяними млинами. За 12 верст - поштова станція. За 12 верст - сірникова фабрика. За 15 верст - паровий млин. За 15 верст - залізоплавильний завод Білка. За 18 верст - каплиця, смоляний та скипидарний заводи.
- Високе — колишнє власницьке село при струмку, 735 осіб, 90 дворів.
- Забілоччя — колишнє власницьке та державне село при струмку, 1011 осіб, 137 дворів, православна церква, постоялий будинок, винокурний завод.
- Кочерів — колишнє власницьке село при струмку, 888 осіб, 107 дворів, православна церква, школа, 2 постоялих будинки, лавка, ярмарок 1 жовтня.
- Містечко — колишнє власницьке село при річці Здвиж, 541 особа, 63 двори, православна церква, школа, постоялий будинок, лавка, водяний млин.
- Небелиця — колишнє державне село, 532 особи, 87 дворів, православна церква, школа, постоялий будинок.
- Ніжиловичі — колишнє власницьке село при річці Гульва, 793 особи, 84 двори, православна церква, постоялий будинок, школа.
- Раївка — колишнє власницьке село при річці Раївка, 148 осіб, 15 дворів, 2 водяних млини, лісопильний та смоляний заводи.
- Раковичі — колишнє власницьке село при річці Жиловець, 234 особи, 23 двори, постоялий двір, водяний млин, 2 лісопильних заводи.
- Рожів — колишнє власницьке та державне містечко при річці Здвиж, 1966 осіб, 201 двір, православна церква, 3 єврейські молитовні будинки, школа, 6 постоялих будинків, 12 лавок.
- Ситняки — колишнє власницьке село при річці Здвиж, 591 особа, 82 двори, православна церква, школа, постоялий будинок, водяний млин. Поряд - єврейська колонія із 475 жителями, молитовним будинком, постоялий будинком.